# Louis Gruenberg
Louis Gruenberg, też Grünberg (ur. 22 lipca?/3 sierpnia 1884 w Brześciu Litewskim, zm. 10 czerwca 1964 w Beverly Hills) – amerykański kompozytor i pianista pochodzący z Rosji.

## Życiorys
Był uczniem Adele Margulies i Ferruccio Busoniego w Berlinie. Organizował życie muzyczne w USA, przyczynił się do powstania Ligi Kompozytorów Amerykańskich. Był jednym z pierwszych kompozytorów wplatających elementy jazzu w muzyce symfonicznej.

## Twórczość
Napisał cztery symfonie i kilka dzieł scenicznych, tworzył także poematy symfoniczne, koncerty, muzykę kameralną i kompozycje na zespół jazzowy. Rozgłos przyniosła mu opera The Emperor Jones według Eugene O’Neilla (Nowy Jork 1933).
Komponował też muzykę filmową; był trzykrotnie nominowany do Oscara za filmy: The Fight for Life, So Ends our Night i Commandos Strike at Dawn.